# (46597) 1993 DK2
(46597) 1993 DK2 là một tiểu hành tinh vành đai chính. Nó được phát hiện bởi Robert H. McNaught ở Đài thiên văn Siding Spring ở Coonabarabran, New South Wales, Australia, ngày 24 tháng 2 năm 1993.